# Ichneumon asiaticus
Ichneumon asiaticus là một loài tò vò trong họ Ichneumonidae.